# Béla
Béla [ˈbeːlɒ] (auch Bela, Behla) ist ein ungarischer männlicher Vorname.

## Herkunft und Bedeutung
Die Herkunft des Namens ist strittig. Folgende Herleitungen kommen in Frage:
- Variante vom alt-ungarischen Personennamen Bél, wobei das A hier eine Verkleinerungsform bildet. Die Bedeutung von Bél ist „Eingeweide“, „Gedärme“.[1]
- vom Slawischen бѣлъ (belu) mit der Bedeutung „weiß“[1]
- ungarische Variante von Adalbert: „edel + leuchtend“
- Da er im Ungarischen als Herrschername zum Vorschein kam, entstammt der ungarische Name Béla nach einer anderen Erklärung dem türkischen Namen Bojla, der als Name von Würdenträgern in der frühmittelalterlichen eurasischen Steppe verbreitet war.

Der Name wurde im Ungarn des 19. Jahrhunderts wieder modern, früher kam er in den Namen der Könige aus dem Hause Árpád vor.
Davon unabhängig werden bereits in der Bibel drei Männer namens Bela (hebräisch בֶּלַע) genannt. Dort bedeutet er vermutlich „beredet sein“, „mitteilen“ oder „verschlingen“, „zugrunde richten“.

## Namenstag
23. April

## Namensträger

### Herrschername
- Béla I. (Ungarn) (um 1015/1020–1063), König von Ungarn
- Béla II. (Ungarn) (um 1110–1141), König von Ungarn
- Béla III. (Ungarn) (um 1148–1196), König von Ungarn
- Béla IV. (Ungarn) (1206–1270), König von Ungarn und Kroatien

### Vorname
- Béla Anda (* 1963), deutscher Kommunikationsmanager und Journalist
- Béla Balassa (1928–1991), ungarisch-amerikanischer Wirtschaftswissenschaftler
- Béla Balázs (1884–1949), ungarischer Filmkritiker und Schriftsteller
- Béla Bartalos (* 1948), ungarischer Handballspieler und -trainer
- Béla Bartók (1881–1945), ungarischer Komponist und Pianist
- Béla Barényi (1907–1997), österreichischer Erfinder und Konstrukteur
- Béla Bélafi, deutscher Verwaltungsjurist und politischer Beamter (CDU)
- Béla Bollobás (* 1943), ungarisch-britischer Mathematiker
- Ben Bela Böhm (* 1975), deutscher Schauspieler
- Béla Bugár (* 1958), Politiker der ungarischen Minderheit in der Slowakei
- Béla Czóbel (1883–1976), ungarischer expressionistischer und fauvistischer Künstler
- Béla Drahos (* 1955), ungarischer Flötist und Dirigent
- Béla Ernyey (* 1942), ungarischer Schauspieler und Sänger
- Béla Fleck (* 1958), US-amerikanischer Musiker
- Béla Greskovits (* 1953), ungarischer Ökonom und Politikwissenschaftler
- Béla Grunberger (1903–2005), französischer Psychoanalytiker ungarischer Herkunft
- Béla Guttmann (1899–1981), ungarischer Fußballtrainer
- Béla Hamvas (1897–1968), ungarischer Schriftsteller
- Béla Imrédy (1891–1946), ungarischer Politiker
- Béla Jankovich (* 1955), ungarischer Badmintonspieler
- Béla Király (1912–2009), ungarischer General
- Béla Kiss (1877–?), ungarischer Serienmörder
- Béla Kun (1886–1938), ungarischer Politiker
- Béla Koplárovics (* 1981), ungarischer Fußballspieler
- Béla Kéler (1820–1882), ungarischer Komponist
- Bela Lugosi (1882–1956), ungarischer Schauspieler
- Béla Markó (* 1951), siebenbürgisch-ungarischer Schriftsteller
- Bela Mesaroš (1952–2022), serbischer Tischtennisspieler und Schachspieler
- Béla Miklós (1890–1948), ungarischer Offizier und Politiker
- Béla Rajki (1909–2000), ungarischer Trainer für Wasserball und Schwimmsport
- Béla Réthy (* 1956), deutscher Sportreporter und Kommentator
- Béla Révész (1876–1944), ungarischer Schriftsteller
- Béla Sárosi (1919–1993), ungarischer Fußballspieler und -trainer
- Béla Tardos (1910–1966), ungarischer Komponist
- Béla Tarr (* 1955), ungarischer Filmregisseur
- Béla Török (1871–1925), ungarischer Physiker und HNO-Arzt
- Béla Varga (1889–1969), ungarischer Ringer
- Béla Weissmahr (1929–2005), ungarischer Jesuit und Philosoph
- Béla Zsolt (1895–1949), ungarischer Journalist und Publizist

### In der Bibel
- Bela (König Edoms), nach Gen 36,32 EU der erste König der Edomiter, siehe Edom
- Bela, nach Gen 46,21 EU der erstgeborene Sohn von Benjamin (Bibel)

### Künstlername
- Bela B (* 1962), deutscher Musiker, Schauspieler und Synchronsprecher
- Dajos Béla (1897–1978), russischer Geiger und Tanzkapellenleiter